# Santa Clara-a-Nova e Gomes Aires
Santa Clara-a-Nova e Gomes Aires (oficialmente: União das Freguesias de Santa Clara-a-Nova e Gomes Aires) é uma freguesia portuguesa do município de Almodôvar, com 173,81 km² de área e 785 habitantes (censo de 2021). A sua densidade populacional é 4,5 hab./km².

## História
Foi constituída em 2013, no âmbito de uma reforma administrativa nacional, pela agregação das antigas freguesias de Santa Clara-a-Nova e Gomes Aires com sede em Santa Clara-a-Nova.

## Demografia
A população registada nos censos foi:
| Distribuição da População por Grupos Etários | Distribuição da População por Grupos Etários | Distribuição da População por Grupos Etários | Distribuição da População por Grupos Etários | Distribuição da População por Grupos Etários | Distribuição da População por Grupos Etários |
| -------------------------------------------- | -------------------------------------------- | -------------------------------------------- | -------------------------------------------- | -------------------------------------------- | -------------------------------------------- |
| Antes da agregação                           |                                              |                                              |                                              |                                              |                                              |
| Ano                                          | 0-14 anos                                    | 15-24 anos                                   | 25-64 anos                                   | >= 65 anos                                   | Total                                        |
| 2001                                         | 113                                          | 119                                          | 542                                          | 365                                          | 1139                                         |
| 2011                                         | 89                                           | 81                                           | 410                                          | 375                                          | 955                                          |
| Após a agregação                             |                                              |                                              |                                              |                                              |                                              |
| Ano                                          | 0-14 anos                                    | 15-24 anos                                   | 25-64 anos                                   | >= 65 anos                                   | Total                                        |
| 2021                                         | 56                                           | 65                                           | 334                                          | 330                                          | 785                                          |